# الحياة (جريدة)
الحياة صحيفة لبنانية المنشأ، ناطقة باللغة العربية أسسها كامل مروة سنة 1946 واتخذت من لندن مقرًّا لها، وتصدر عن دار الحياة. توقفت عن الصدور ورقيا ورقميا وبكامل أقسامها، في 3 آذار (مارس) 2020. وكانت صحيفة «الحياة» أغلقت مكتبها في لبنان السبت (30 يونيو/ حزيران 2018)، بعد شهر من توقف طبعتها الورقية.
مالك الصحيفة هو الأمير خالد بن سلطان الذي اشتراها وسمح بتداولها في السعودية سنة 1996. وحسب وثيقة سربت من قبل ويكيليكس، فإن الأمير لا يتدخل في شؤون الصحيفة طالما ابتعدت عن انتقاد آل سعود.
صدر من صحيفة الحياة يوميا ثلاث نسخ: (طبعة لندن)، (طبعة الرياض) و (طبعة بيروت). ورأس تحريرها العديد من الصحافيين منهم: غسان شربل وزهير قصيباتي، وإبراهيم بادي، وقدم سعود الريس استقالته مؤخرًا.

## «الحياة»
هي صحيفة يومية سياسية عربية دولية مستقلة، هكذا اختارها مؤسسها كامل مروة منذ صدور عددها الأول في بيروت 28 كانون الثاني (يناير) 1946، (25 صفر 1365هـ). وهو الخط الذي أكده ناشرها منذ عاودت صدورها عام 1988, واختارت «الحياة» لندن مقراً رئيساً، وفيه تستقبل أخبار كل العالم عبر شبكة باهرة من المراسلين، ومنه تنطلق عبر الأقمار الاصطناعية لتطبع في مدن عربية وأجنبية عدة. عدد صفحاتها 32 صفحة وهو العدد الثابت للجريدة ولكن يتغير على حسب الملاحق والمناسبات.
منذ عهدها الأول، كانت «الحياة» سبّاقة في التجديد شكلاً ومضموناً وتجربة مهنية صحافية، وفي تجدّدها الحديث سارعت إلى الأخذ بمستجدات العصر وتقنيات الاتصال، وكرست المزاوجة الفريدة بين نقل الأخبار وكشفها وبين الرأي الحر والرصين، والهاجس دائماً التزام عربي منفتح واندماج في العصر من دون ذوبان.
تميزت «الحياة» منذ عودتها إلى الصدور في تشرين الأول (أكتوبر) 1988 بالتنوع والتخصّص. ففي عصر انفجار المعلومات لم يعد المفهوم التقليدي للعمل الصحافي راوياً لظمأ قارئ متطلب، ولم يعد القبول بالقليل والعام كافياً للتجاوب مع قارئ زمن الفضائيات والإنترنت، ولأن الوقت أصبح أكثر قيمة وأسرع وتيرة، تأقلمت «الحياة» وكتابها ومراسلوها مع النمط الجديد، فصارت أخبارها أكثر مباشرة ومواضيعها أقصر وأقرب إلى التناول.
في الفترة الأخيرة ظهرت العديد من الأزمات في الصحافة الورقية بشكل عام ومنها حجب الإعلام والمؤسسات عنها وتوجههم للأنترنت ومواقع التواصل الاجتماعي

## «الحياة السعودية»
في مطلع 2005، شهدت «الحياة» ولادة طبعتها السعودية واتخذت من الرياض مقراً لها، تصدر يومياً في ثلاث نُسخ تضيء على مسائل وقضايا تُعنى بالشؤون المحلية، إضافة إلى المحتوى العربي والدولي، لتيسر للقراء مواكبة التطورات الخارجية والداخلية في آن، ضمن طبعة أنيقة المظهر وثرية بالمعلومات.

## «الحياة الرقمية»
منذ تشرين الأول (أكتوبر) 2002، أطلقت الحياة موقعها على الإنترنت، وعملت على تجديد حلته ووظيفته في خدمة القراء المنتشرين حول العالم. وفي أيار (مايو) 2012، ولدت الوحدة الرقمية التي تنقل مضمون «الحياة» من الورق إلى منصات رقمية متنوعة، منها الموقع الإلكتروني والوسائط المحمولة، أيباد وموبايل.
وتأخذ الوحدة الرقمية على عاتقها نشر محتوى «الحياة» في المنصات الرقمية، ومواكبة المستجدات حين حصولها، وإذاعة المحتوى عبر شبكات التواصل الاجتماعي، تمهيداً لتحقيق الهدف من انتشار المحتوى، ألا وهو التفاعل مع القراء في شكل مجدٍ وبنّاء.

## مركز معلومات دار الحياة
تأسس المركز عام 1988 مع إعادة صدور صحيفة الحياة من العاصمة البريطانية، لندن. ثم انتقل إلى بيروت عام 2000، ليبدأ مرحلة جديدة من البناء والتوسع بانضمام مجلة «لها» إلى صحيفة «الحياة» ومجلة «الوسط».

### مهمات المركز
- جميع ما تنتجه دار الحياة في مطبوعاتها المنشورة ورقيا وإلكترونيا
- تكشيف هذه المواد، حفظها، إتاحتها وزيادة قيمة مضامينها عبر معالجتها التوثيقية
- إعلام ومساعدة وخدمة المحررين
- اختيار واقتناء المعلومات ومصادرها المتنوعة وتوفير الوصول إليها
- ضبط وتوحيد السياسات التوثيقية في كافة العمليات التي ترتبط بإتاحة المعلومات في المؤسسة

### خدمات المركز
- الخدمات الأرشيفية
- الخدمات المرجعية
- خدمات ضبط الجودة

## الخدمات الأرشيفية والمعالجة التوثيقية للوثائق بكافة أشكالها
أ. أرشيف النصوص ويحتوي على:
1. صحيفة الحياة اللبنانية: على شكل صور صفحات: 1946-1976
2. صحيفة الحياة: على شكل صور صفحات: 1988-
3. صحيفة الحياة - الطبعة الدولية: أرشيف إلكتروني:1994-
4. صحيفة الحياة - الطبعة الدولية: صفحات PDF:2000-
5. صحيفة الحياة - طبعة الرياض: أرشيف إلكتروني:2007-
6. الطبعة الإنكليزية لموقع دار الحياة: أرشيف إلكتروني: نيسان 2006-
7. مجلة الوسط المتوقفة عن الصدور: أرشيف إلكتروني:1994 - 2004
8. مجلة لها: أرشيف إلكتروني: صيف 2008- 
ب. أرشيف الصور ويحتوي على:
1. صحيفة الحياة - الطبعة الدولية: الصور المنشورة وغير المنشورة منذ صدورها عام 1988
2. صحيفة الحياة - الطبعات السعودية: الصور المنشورة وغير المنشورة منذ صدورها عام 2005
3. مجلة الوسط: الصور المنشورة وغير المنشورة منذ صدورها عام 1992
4. مجلة لها: الصور المنشورة وغير المنشورة منذ صدورها عام 2000

## الجوائز التي حصلت عليها الصحيفة
ـ أفضل تغطية للحج عام 1437 هـ
ـ حصلت على جائزة في ملتقى الشباب السعودي في الرياض.
ـ جائزة أكثر الصحف توزيع في منطقة الرياض.

## وصلات خارجية
- موقع جريدة الحياة
- صحيفة الحياة في دليل المواقع، الأهرام، تاريخ الولوج 28 مارس 2011
- الصفحة الرسمية على الفيسبوك